# 刘次伯
刘次伯（1928年7月—），男，四川彭县人，中国药物化学家，曾任西安医科大学教授，陕西省药学会理事长，中国药学会理事。